# 競馬の歴史 (北海道)
本項目では北海道における競馬の歴史について記述する。
北海道は明治時代以降現在に至るまで日本最大の馬産地であり、2012年現在4箇所で開催が行われている。

## 概要

### 戦前
いわゆる西洋式の近代競馬は、江戸末期から横浜で外国人が行っていたものに次いで、北海道で行われたものが日本で2番めに古い。明治時代に北海道に入ったお雇い外国人は、札幌などで米国式の競馬場を建設して北海道の近代競馬のルーツとなった。札幌、函館を始め道内各地で祭典競馬が行われるようになり、そのうち札幌と函館の各競馬倶楽部は公認競馬の対象となり、以後、日本競馬会に統合され、太平洋戦争中は能力検定競走として行われた。
そのほか各地で祭典競馬・草競馬が行われてきたが、1927年に公布された地方競馬規則に則って、北海道内では14支庁に各1場という制約のもと、地方競馬として再編された。1928年から各地の畜産組合主催による地方競馬が始まった。しかし1939年の軍馬資源保護法により道内の地方競馬は旭川・岩見沢・帯広の3場に集約され、1940年から1944年にかけて軍用保護馬鍛錬競走（鍛錬馬競走）として行われた。この競走の主催はいずれも北海道畜産連合会であった。

### 戦後
1946年7月から12月にかけて、北海道ではアメリカ軍の指示による進駐軍競馬が行われた。
日本競馬会は競馬を再開したが間もなく解体され、その後国営競馬を経て日本中央競馬会（中央競馬）に移行し、道内では札幌と函館で開催している。また後述する地方競馬の道営競馬も併催していたが、函館は1997年に開催権を返上し撤退、札幌では2009年まで開催を続けたものの、2010年以降は札幌での道営開催を休止（開催権は引き続き保有）している。
地方競馬では1946年11月の地方競馬法の公布により再開された。この法律では各地の馬匹組合連合会（馬連競馬）もしくは中央組織である中央馬事会（連合競馬）の主催、競馬場は道内では6場に限られた。道内では旭川、岩見沢、帯広、小樽、室蘭、北見の6場に決定し、翌1947年から馬連競馬が旭川、岩見沢、帯広、室蘭、北見の5場で、また連合競馬が岩見沢で行われた。また地方競馬法においてばんえい競走を初めて公式競技としたことから、同年10月16日の旭川で公式初のばんえい競走が始まっている。
間もなく1948年6月にはGHQにより馬匹組合連合会、中央馬事会は解散され、新競馬法による都道府県主催の公営競馬に転換された。同年9月4日の帯広競馬場から道営競馬が始まり、現在はホッカイドウ競馬の愛称で開催している。開催競馬場はその後度重なる変更を経て、2009年は札幌と門別で開催。2010年以降は門別のみで開催している。
さらに1951年5月の新競馬法一部改正により競馬場の所在する市区町村にも開催権が与えられ、同年6月から旭川・岩見沢・帯広・北見の4市が個別に市営競馬を開催していた。当初は道営とともに平地競走とばんえい競走を行っていたが、その後道営は平地競走に、市営はばんえい競走に特化し、1989年には4市による一部事務組合の北海道市営競馬組合に移行した。しかし売上の不振により旭川・岩見沢・北見の3市が撤退し、2007年4月から帯広市が単独で市営競馬（愛称は「ばんえい十勝」、もしくは「ばんえい競馬」）を開催している。
このように道内では中央競馬・道営競馬・市営競馬がそれぞれ異なる歴史的経緯をたどっている。詳しくは中央競馬、ホッカイドウ競馬（道営）、ばんえい競馬（市営）を参照のこと。

#### 競走の種類
中央競馬（札幌・函館）では平地競走と繋駕速歩競走を行っていたが平地競走に一本化した。道営競馬では平地競走、騎乗速歩競走、ばんえい競走の3種類を行っていたが平地競走に一本化した。なお騎乗速歩競走は繋駕速歩競走に移行したが廃止されている。市営競馬では平地競走とばんえい競走を行っていたがばんえい競走に一本化した。また、道内での障害競走は函館競馬場に終戦直後ごろまで障害コースが設置されていたが、現在はいずれの競馬場にも障害コースが設置されておらず、障害競走も行われていない。

## 各地の競馬

### 札幌競馬場
札幌競馬は明治5年（1872年）の札幌神社における祭典競馬が起源とされる。
これより前、江戸時代からあった虻田の牧場が、明治新政府によって明治3年（1871年）に閉鎖され、管理馬が北海道内の庶民に配布された。開拓民の多くはこの時はじめて馬を所有するようになった。翌明治4年（1871年）に、札幌に北海道で初の官設の札幌神社が建立された。明治5年（1872年）に例祭日が定められたが、当時の北海道開拓使の事実上のトップだった黒田清隆が、全道に、札幌神社の祭礼には全道民が仕事を休んで参拝するように布告を出した。前年に馬を受領した開拓民は、それぞれ馬に乗って札幌神社に集まってきたが、札幌神社へ参拝する琴似街道の路上において「自然発生的に」競走が行われたのが札幌競馬の始まりと伝えられている。
1875年には開拓使勧業課が札幌村北6条通りにおいて直線競馬が、次いで1877年には開拓使育種場内（現在の北海道大学構内、札幌育種場競馬場）において楕円形馬場を用いた競馬が行われた。当時は屯田兵軍馬、開拓使軍馬が用いられた。
1879年には札幌共同競馬会社が設立されている。
1878年-1887年には札幌育種場競馬場、1887年-1906年には中島遊園地競馬場にて競馬が行われ、1907年からは札幌競馬場にて競馬は行われている。札幌の競馬主幸団体は札幌共同競馬会社から北海道乗馬会、北海道競馬会、札幌競馬倶楽部と代わっていく。
また1953年から2009年まで道営が札幌競馬場を借用して開催していた。

#### 札幌の草競馬
これとは別に、札幌市の北東にあたる篠路では、明治25年頃から屯田兵によって競馬会が組織され、練兵場跡地に競馬場を設けて競馬を開催した。ここから札幌競馬や函館競馬へ出世して優勝するような競走馬も出た。また、ほかの開拓民によって、明治30年代から興産社競馬場という、一周およそ1000メートルの馬場が設けられ、賞金を出して競馬を行った。

### 函館競馬場
函館競馬は1875年、函館招魂社祭典競馬として蓬莱町の路上において直線競馬を行ったのが最初とされる。
祭典競馬は1879年の函館大火により開催が一時休止されたが、1881年には海岸町で代替開催されている。1883年には北海道共同競馬会社が設立され函館で最初の環状馬場を持つ函館海岸町競馬場が新設されている。函館海岸町競馬場は1896年6月の競馬を最後に廃止され、柏野に移転した。柏野に1896年設置された競馬場は後に拡張され現在の函館競馬場となる。
また1955年から道営が函館競馬場を借用して開催していたが、門別競馬場を新設したため1997年に撤退している。

### 旭川競馬場
旭川競馬は1911年、東宮（後の大正天皇）が北海道行啓の際に旭川競馬を台覧したことが始まりである。第7師団が設置されていた旭川では軍の年中行事として競馬が行われるという異色の存在であった。
1927年の地方競馬規則公布後は翌1928年から上川畜産組合が旭川市近文の競馬場で開催し、1940年から1943年にかけては鍛錬馬競走が行われた。
戦後は1947年から再開し、1965年には旭川市花咲町に、1975年に旭川市神居町に移転して道営と市営が競馬を開催してきたが、2006年に市営が開催を廃止。2008年には道営も開催を廃止したため、旭川競馬の歴史は幕を閉じた。

### 帯広競馬場
帯広競馬は1897年に河西郡帯広町東3条10丁目において始められ、1911年には河西郡帯広町南2線西8番地に移転し、十勝産牛馬組合が主催した。1927年の地方競馬規則公布後は、同年から十勝畜産組合が地方競馬として引き続き開催し、1932年より現在地において競馬が行われている。1940年から1944年にかけては鍛錬馬競走が行われた。
戦後は1947年から再開し、1974年に競馬場の改装を行った。長らく道営と市営を併催してきたが、道営が撤退したため現在は市営のみ開催している。

### 岩見沢競馬場
岩見沢競馬は1889年、岩見澤村競馬山（現在の鳩が丘）に競馬場を造成し、翌1890年に祭典競馬としてばんえい競走が行われている。その後、空知地方は岩見沢の他に深川、栗沢、美唄、長沼、三笠の各地で仮設馬場が設置されていたが、1908年の競馬規程により岩見沢、栗沢、美唄、深川の4箇所に集約され、1923年以降は本格的に開催されていた。さらに1927年の地方競馬規則公布では支庁管内1箇所に限定されたため岩見沢の1場となり同年から地方競馬として空知畜産組合の主催に引き継がれ、1940年から1944年にかけては鍛錬馬競走が行われた。
戦後いち早く祭典余興競馬協賛会を結成し、1946年9月にはアメリカ騎兵第7師団の将兵慰安競馬（進駐軍競馬）を岩見沢市利根別で開催した。同年10月の地方競馬法により空知馬匹組合が施行認可を受け地方競馬が復活、翌1947年6月には中央馬事会による連合競馬が道内で唯一行われ、同年11月には北海道馬匹組合連合会（馬連競馬）による初のばんえい公式競走が行われている。新競馬法の公布では1949年から開催している。
1965年に岩見沢市利根別から岩見沢市日の出町に移転し、1972年には場内に乗馬クラブも設置されたが、2007年に廃止された。

### 北見競馬場
北見地方（網走支庁）の競馬は1897年8月、常呂郡野付牛村（現在の北見市）において護国神社の完成を記念して祭典余興競馬が開催されたのが最初とされる。現在の野付牛公園附近にあった牛馬市場の敷地を、軍兵員が鎌で草刈り馬場とした。当時の兵村に馬はいなかったため、網走郡網走村（現在の網走市）から駄馬を駆り出して行われ、騎手も大半はアイヌ人だったという。その後は1906年から1908年にかけて網走産牛馬組合による競馬が開催された記録がある。
一方、現在の大空町である網走郡網走町女満別でも大正時代初期には高薄農場において草競馬が行われ、女満別村に分村された翌年の1922年、村営による春秋2回の競馬が始まっている。
1927年に地方競馬規則が公布されると、その開催地を巡って野付牛町と女満別村が競合する形となった。議論の末、網走に近い女満別に決定し、女満別競馬場において1928年6月から北見畜産組合による地方競馬が開催されたが、同年には野付牛町でも上常呂（現在の北見市東陵町であり、現在の北見市上常呂とは別）の野付牛公設グランド（現在の東陵公園）において役馬能力品評会と称してばんえい競走が行われ、1929年にも野付牛町主催の祭典競馬が行われている。この競馬では優勝馬投票により景品券が発行されるなど地方競馬の類似行為を行っていたとされ、地方競馬に出走していた馬も参加していたという。
しかし女満別競馬場は網走・野付牛から遠方だったこともあり成績不振で、1932年秋には上常呂の野付牛競馬場に移転、野付牛では悲願となる地方競馬開催が始まったが、1939年に軍馬資源保護法が公布されたのに伴い廃止された。
戦後の1947年、北見市は荒廃していた競馬場を改修、北見競馬場と改め、北海道馬匹組合連合会の主催による地方競馬が復活した。間もなく1948年の新競馬法による道営競馬と北見市営競馬が行われ、1965年に道営が撤退。競馬場は1974年に北見市若松に移転したが、2007年に廃止された。

### 門別競馬場
日高地方の競馬は、戦前は日高競馬場（後述）で開催されていたが戦後は行われず、国内最大の馬産地でありながら地域内に競馬場がないという状況が長く続いた。1997年にホッカイドウ競馬（道営）のトレーニングセンターを改装して、沙流郡門別町（現在の日高町）に門別競馬場が新設されホッカイドウ競馬が開催されている。現存する競馬場としては日本で最も新しい。

### 小樽競馬場
小樽市大浜町（現・小樽市銭函3丁目周辺）に所在。当地付近では1928年から「小樽ゴルフ倶楽部」が開設されていたが、戦時中の1943年にゴルフ場は閉鎖。1946年の地方競馬法施行を受けて造成された。ゴルフ場が閉鎖中の1948年に、道営競馬の競馬場として開設。海水浴の名所である銭函海岸にあり、札幌と小樽の中程という立地もあいまって当初は他場を凌ぐ売上を記録したが、道営札幌競輪に人気で圧された上に、当初から中央競馬の競馬場を借用して開催する予定もあったことから1953年に廃止された。小樽競馬倶楽部の所有であった。

### 室蘭競馬場
戦前の胆振地方は後述する苫小牧に競馬場が置かれていたが廃止され、戦後は室蘭市において進駐軍競馬が行われたこともあり、その後地方競馬の競馬場となった。室蘭市東町に所在し、地方競馬としては1947年から開催されたが、小樽競馬場と同様に中央競馬の競馬場を借用して開催する予定もあったことから1953年に廃止された。室蘭地方競馬後援会の所有であった。

### 江別競馬場
現在の江別市である札幌郡江別町では、1885年に学校通りにおいて直線コースの祭典競馬が始まり、1890年には江別駅東方に円形馬場が設置され、1910年には飛鳥山（現在の飛鳥山運動公園）に移転、1927年の地方競馬規則公布後は札幌産馬組合が主催し地方競馬として開催され、1933年には駅より2kmの距離に移転したものの、1939年の軍馬資源保護法が公布されたのに伴い廃止された。

### 倶知安競馬場
虻田郡倶知安町では明治30年ごろから山陰からの団体入植者によって私設競馬場が造営され、定期的に競馬が開催されていた。明治42年（1909年）夏に倶知安競馬会が組織され、10月に常設競馬場を設立し、定期的に競馬を行った。競馬場は後に公設となった。昭和4年（1929年）、これが地方競馬規則公布に基づいて公認され、昭和5年（1930年）から後志競馬倶楽部（後志畜産組合）となった。倶知安競馬場は1939年の軍馬資源保護法が公布されたのに伴い廃止された。

### 八雲競馬場
山越郡八雲町では地方競馬規則公布後の1931年から道南畜産組合による八雲競馬場での開催が始まったが、1939年の軍馬資源保護法が公布されたのに伴い廃止された。

### 今金競馬場
現在の今金町である瀬棚郡利別村では地方競馬規則公布後の1932年に桧山畜産組合による今金競馬場での開催が始まったが、興業不振に終わりわずか1年で姿を消すこととなった。

### 苫小牧競馬場
現在の苫小牧市である勇払郡苫小牧町では1908年に競馬規程を受けて、翌1909年には苫小牧騎乗倶楽部が組織され、競馬を開始し、1927年まで続いた。同年の地方競馬規則公布後は1928年から胆振畜産組合が引き継いで苫小牧競馬場での地方競馬開催が始まったが、1939年の軍馬資源保護法が公布されたのに伴い廃止された。

### 日高競馬場
現在の新ひだか町である静内郡静内町では、馬産地ということもあり能力検定的な競馬は行われていたが、1927年の地方競馬規則公布を受け、1928年に日高管内の7産牛馬畜産組合を合併して日高畜産組合を設立、地方競馬として開催したが、1939年の軍馬資源保護法が公布されたのに伴い廃止された。航空写真は、国土地理院「地図・空中写真閲覧サービス」の図幅番号USA-R252-16

### 羽幌競馬場
苫前郡羽幌町では地方競馬規則公布後の1929年から天塩国畜産組合による羽幌競馬場での開催が始まったが、1939年の軍馬資源保護法が公布されたのに伴い廃止された。航空写真は、国土地理院「地図・空中写真閲覧サービス」の図幅番号USA-M395-6

### 稚内競馬場
現在の稚内市である宗谷郡稚内町では地方競馬規則公布後の1928年から宗谷畜産組合による稚内競馬場での開催が始まったが、1933年で廃止された。航空写真は、国土地理院「地図・空中写真閲覧サービス」の図幅番号USA-M456-13

### 釧路競馬場
現在の釧路市である釧路郡鳥取村では地方競馬規則公布後の1932年から釧路畜産組合による釧路競馬場での開催が始まったが、1939年の軍馬資源保護法が公布されたのに伴い廃止された。

### 根室競馬場
現在の根室市である根室郡根室町では1928年に根室牛馬商組合が根室競馬会と名付けて管内の産駒40頭を集めて郊外で競馬を行ったところ好評を博したため、地方競馬開催とすべく根室畜産組合に寄進すると、根室畜産組合は早速認可申請を行い、1929年から根室畜産組合が主催して地方競馬が開始されたが、1939年の軍馬資源保護法が公布されたのに伴い廃止された。航空写真は、国土地理院「地図・空中写真閲覧サービス」の図幅番号USA-R257-131

## 参考
| 支庁 | 競馬場                    | 所在地                        | 開催年度                      |
| ---- | ------------------------- | ----------------------------- | ----------------------------- |
| 石狩 | 江別競馬場                | 札幌郡江別町                  | 1928年～1938年                |
| 空知 | 岩見沢競馬場              | 空知郡岩見沢町                | 1927年～1938年                |
| 後志 | 倶知安競馬場              | 虻田郡倶知安町                | 1930年～1938年                |
| 渡島 | 八雲競馬場                | 山越郡八雲町                  | 1931年～1938年                |
| 檜山 | 今金競馬場                | 瀬棚郡利別村                  | 1932年                        |
| 胆振 | 苫小牧競馬場              | 勇払郡苫小牧町                | 1928年～1938年                |
| 日高 | 日高競馬場                | 静内郡静内町                  | 1928年～1938年                |
| 上川 | 旭川競馬場                | 旭川市                        | 1928年～1938年                |
| 留萌 | 羽幌競馬場                | 苫前郡羽幌町                  | 1929年～1938年                |
| 宗谷 | 稚内競馬場                | 宗谷郡稚内町                  | 1928年～1933年                |
| 網走 | 女満別競馬場 野付牛競馬場 | 網走郡女満別村 常呂郡野付牛町 | 1928年～1932年 1932年～1938年 |
| 十勝 | 帯広競馬場                | 帯広市                        | 1927年～1938年                |
| 釧路 | 釧路競馬場                | 釧路郡鳥取村                  | 1932年～1938年                |
| 根室 | 根室競馬場                | 根室郡根室町                  | 1929年～1938年                |